# Vraňany (stacja kolejowa)
Vraňany – stacja kolejowa w miejscowości Vraňany, w kraju środkowoczeskim, w Czechach. Znajduje się na wysokości 175 m n.p.m.
Jest zarządzana przez Správę železnic. Na stacji nie ma możliwości zakupu biletów, a obsługa podróżnych odbywa się w pociągu.

## Linie kolejowe
- 090 Kralupy nad Vltavou - Ústí nad Labem - Děčín
- 094 Vraňany - Lužec nad Vltavou
- 095 Vraňany - Straškov - Zlonice